# Байзерек
Байзерек (каз. Байзерек) — село в Алакольском районе Жетысуской области Казахстана. Входит в состав Лепсинского сельского округа. Код КАТО — 193467200.

## Население
В 1999 году население села составляло 396 человек (209 мужчин и 187 женщин). По данным переписи 2009 года, в селе проживало 106 человек (53 мужчины и 53 женщины).